# 1988년 대한민국의 영화 목록
다음은 1988년에 개봉됐던 대한민국의 영화 목록이다.

## 목록
- 가루지기
- 감자
- 강시훈련원
- 고금소총
- 공방살 화녀
- 그 마지막 겨울
- 그녀와 마지막 춤을
- 그대 원하면
- 깜동
- 나그네는 길에서도 쉬지 않는다
- 나신들
- 뉴머신 우뢰메 5탄
- 당신은 안개꽃
- 대남
- 대물
- 더블베드 소동
- 독불장군
- 돌아이 4 둔버기
- 둥지 속의 철새
- 떠돌이 까치
- 떡
- 로버트스타 짱가
- 매춘
- 맷돌
- 멋장이 세상
- 목밀녀
- 미리마리 우리두리
- 벽속의 부인
- 변강쇠 3
- 보릿고개
- 불이라 불리운 여인
- 빨간앵두 4
- 뽕 2
- 사랑의 낙서
- 사방지
- 산배암
- 성공시대
- 성야
- 소금장수
- 슈퍼홍길동 2 - 공초 도사와 슈퍼 홍길동
- 슈퍼홍길동
- 스파크맨
- 시로의 섬
- 아다다
- 아리수변 꿈나무
- 아메리카 아메리카
- 아스팔트 위의 동키호테
- 어른들은 몰라요
- 업
- 여자가 숨는 숲
- 여자세상
- 연산일기
- 오성군,한음군
- 외계번개용
- 외계인 코브라
- 요화경
- 욕
- 용호취
- 우리는 지금 제네바로 간다
- 위험한 향기
- 은하에서 온 별똥왕자 3
- 이장호의 외인구단 2
- 이조춘화도
- 접시꽃 당신
- 지금은 양지
- 지리산의 성난 토끼들
- 청춘시대
- 칠소여복성
- 칠수와 만수
- 카멜레온의 시
- 캠퍼스 연애특강
- 팁
- 파리애마
- 풀잎사랑
- 필사의 도망자
- 합궁
- 햄버거 쟈니
- 호호전
- 회장님 우리회장님
- 후궁별곡

## 참고 자료
- KOFIC 영화데이터베이스